# Sent Privat (Dordonya)
Sent Privat daus Prats (en francès Saint-Privat-des-Prés) és un municipi francès situat al departament de la Dordonya i a la regió de la Nova Aquitània.

## Demografia
| 1962                                       | 1968 | 1975 | 1982 | 1990 | 1999 | 2007 |
| ------------------------------------------ | ---- | ---- | ---- | ---- | ---- | ---- |
| 696                                        | 671  | 687  | 702  | 658  | 617  | 554  |
| Des de 1962: població sense dobles comptes |      |      |      |      |      |      |

## Administració
| Període | Identitat       | Partit |
| ------- | --------------- | ------ |
| 1997-   | Pascale Roussie |        |